# Plenckia
Plenckia es un género de plantas con flores de la familia Celastraceae. Comprende 3 especies descritas y de estas, solo 2 aceptadas.

## Taxonomía
El género fue descrito por Siegfried Reissek y publicado en Flora Brasiliensis 11(1): 29. 1861. La especie tipo es: Plenckia populnea Reissek 

## Especies aceptadas
A continuación se brinda un listado de las especies del género Plenckia aceptadas hasta octubre de 2013, ordenadas alfabéticamente. Para cada una se indica el nombre binomial seguido del autor, abreviado según las convenciones y usos.
- Plenckia microcarpa Lundell
- Plenckia populnea Reissek